# Broadwell (Oxfordshire)
Broadwell – wieś w Anglii, w hrabstwie Oxfordshire, w dystrykcie West Oxfordshire. Leży 27 km na zachód od Oksfordu i 108 km na zachód od Londynu. W 2001 miejscowość liczyła 120 mieszkańców.